# بيتر لويس ماكدونالد
بيتر لويس ماكدونالد هو محامي وسياسي كندي، ولد في 10 أغسطس 1890، وتوفي في 13 أبريل 1954 في كندا. حزبياً، نشط في الحزب الليبرالي في نوفا سكوشا ‏ والحزب الليبرالي الكندي. وقد انتخب عضو مجلس نواب نوفا سكوتيا (22 أغسطس 1933 – 10 يوليو 1940) وانتخب عضو مجلس العموم الكندي وانتخب رئيس وزراء نوفا سكوتيا ‏ (5 سبتمبر 1933 – 10 يوليو 1940).